# Yūgumo (tàu khu trục Nhật) (1941)
Yūgumo (tiếng Nhật: 夕雲) là một tàu khu trục của Hải quân Đế quốc Nhật Bản, là chiếc dẫn đầu của lớp Yūgumo từng hoạt động trong Chiến tranh Thế giới thứ hai.
Yūgumo được đặt lườn tại Xưởng hải quân Maizuru vào ngày 12 tháng 6 năm 1940, được hạ thủy vào ngày 16 tháng 3 năm 1941 và được đưa ra hoạt động vào ngày 5 tháng 12 năm đó cùng với Đội tàu khu trục 10.
Trong đêm 6–7 tháng 10 năm 1943, Yūgumo thực hiện một chuyến đi triệt thoái binh lính đến Vella Lavella. Trong trận Vella Lavella, nó đụng độ với các tàu khu trục của Hải quân Hoa Kỳ, và đã gây hư hại cho chiếc Chevalier bằng một quả ngư lôi. Nó bị hỏa lực hải pháo bắn trả từ Chevalier và Selfridge, trúng ít nhất một quả ngư lôi, và đã chìm cách 27 km (15 dặm) về phía Tây Bắc Vella Lavella, ở tọa độ , với 138 người thiệt mạng. Các tàu tuần tra-phóng lôi PT boat Mỹ đã vớt được 78 người sống sót, và có thêm 25 người khác quay về được với đồng đội trên một bè cứu sinh của Mỹ bỏ lại, nhưng Thuyền trưởng, Trung tá Hải quân Osako, nằm trong số những người tử trận.
Yūgumo được rút khỏi danh sách Đăng bạ Hải quân vào ngày 1 tháng 12 năm 1943.